# 伯雷斯 (內布拉斯加州)
伯雷斯（英語：Burress）是位於美國內布拉斯加州菲爾莫爾縣的非建制地區。

## 歷史
伯雷斯的郵局於1887年設立，其後於1942年停運。

## 地理
伯雷斯所處的海拔為高於海平面492米（即1614英呎），而該地所採用的時區為UTC-6，即北美中部时区（CST）。同時該地設有夏令時間，為UTC-6調快一小時，即UTC-5（CDT）。